# M'Bahiakro
M'Bahiakro è una città, sottoprefettura e comune della Costa d'Avorio, situata nella regione di Iffou. È capoluogo dell'omonimo dipartimento e conta una popolazione di 49 888 abitanti (censimento 2014).